# Wimy
Wimy è un comune francese di 491 abitanti situato nel dipartimento dell'Aisne della regione dell'Alta Francia.

## Società

### Evoluzione demografica
Abitanti censiti

## Storia
- 1241: gli abitanti di Wimy furono affrancate da taglie e da corvée nel 1241[2] da Gualtiero, signore d'Avesnes e signore di Guisa, per una rendita annua di 34 lire.
- 1578 - 1585 : edificazione della rimarchevole chiesa fortificata tra il 1578 e il 1585, come altrove nella regione del Thiérache.
- Impianto d'una vetreria chiamata "Qui Qu'en Grogne", oggi scomparsa. Questa vetreria, specializzata in bottiglie, esisteva dai tempi delle crociate nel 1290[3].
- Nel 1965, il 12 aprile, un tornado passò su Wimy (F2).

### Signori di Wimy
- 1166 : Raoul de Wimy ;
- 1339 : Jean de Wimy.

I signori di Guisa, che erano stati da tempo sovrani di Wimy, parvero aver ripreso in seguito la signoria di questo villaggio, ed esso era ancora nelle loro mani ai tempi della Rivoluzione francese.